# Тарбаево (Владимирская область)
Тарбаево — село в Суздальском районе Владимирской области России, входит в состав Селецкого сельского поселения.

## География
Село расположено в 15 км к юго-западу от Суздаля и в 30 км к северо-западу от Владимира.

## История
В 1712 году в селе на средства помещика Кирилла Петровича Матюшкина построена каменная церковь в честь Святой иконы Владимирской Божьей Матери, с придельным престолом во имя Святых Апостолов Петра и Павла. В 1893 году в селе было 72 двора, мужчин — 200, женщин — 225.
В конце XIX — начале XX века село входило в состав Терентьевской волости Суздальского уезда.
С 1929 года село входило в состав Туртинского сельсовета Суздальского района.

## Население
| 1859 | 1926 |
| ---- | ---- |
| 395  | 439  |

| 1859 | 1905 | 1926 | 2002 | 2010 | 2021 |
| ---- | ---- | ---- | ---- | ---- | ---- |
| 395  | ↗421 | ↗439 | ↘123 | ↗155 | ↘94  |

## Археология
На Тарбаевском археологическом комплексе найдены весовые гирьки, монеты, в том числе единственная находка сребреника типа I Владимира Святославича, несущего на лицевой стороне погрудное изображение князя с трезубцем над левым плечом, 5 медных херсонских монет с монограммой «РО», денарий (Оттон III и Адельгейда), одна фальшивая медная монета из прирейнских земель.